# Stadionul Municipal (Drobeta-Turnu Severin)
El Stadionul Municipal es un estadio multiusos de la ciudad de Drobeta-Turnu Severin, Rumania. El estadio tiene una capacidad para 24 000 espectadores y sirve, principalmente, para la práctica del fútbol. En el estadio disputó sus partidos como local el FC Drobeta-Turnu Severin y, actualmente, el CS Turnu Severin. Sin embargo, diversos clubes de Liga I han tenido que jugar sus partidos como locales, temporalmente, en este estadio, como el FC Universitatea Craiova o el CS Pandurii Târgu Jiu.
En 2009 el estadio fue remodelado intensamente y se amplió su capacidad a los 24 000 espectadores actuales, además de instalar un videomarcador capaz de reproducir repeticiones de las jugadas. El sistema de iluminación artificial fue inaugurado en 2010.